# Campylospermum engama
Campylospermum engama är en tvåhjärtbladig växtart som först beskrevs av De Wild., och fick sitt nu gällande namn av Farron. Campylospermum engama ingår i släktet Campylospermum och familjen Ochnaceae. Inga underarter finns listade i Catalogue of Life.